# Dipturus laevis
Dipturus laevis es una especie de pez de la familia de los Rajidae en el orden de los Rajiformes.

## Morfología
Los machos pueden llegar a alcanzar los 152 cm de longitud total y 18 kg de peso.

## Reproducción
Es ovíparo y las hembras ponen huevos envueltos en una cápsula córnea.

## Alimentación
Come moluscos bivalvos, calamars, cangrejos, langosta, gambas, gusanos y peces hueso.

## Hábitat
Es un pez de mar y Clima templado y demersal que vive entre 0-750 m de profundidad

## Distribución geográfica
Se encuentra en el Océano Atlántico occidental: desde el sur del Golfo de San Lorenzo (el Canadá) hasta Carolina del Norte (los Estados Unidos ).

## Costumbres
Es bentónico. 

## Observaciones
Es inofensivo para los humanos. 